# Bukovče, Jagodina
Bukovče (izvirno srbsko Буковче) je naselje v Srbiji, ki upravno spada pod Mesto Jagodina; slednja pa je del Pomoravskega upravnega okraja.

## Demografija
V naselju živi 604 polnoletnih prebivalcev, pri čemer je njihova povprečna starost 40,1 let (39,5 pri moških in 40,6 pri ženskah). Naselje ima 240 gospodinjstev, pri čemer je povprečno število članov na gospodinjstvo 3,13.
To naselje je, glede na rezultate popisa iz leta 2002, večinoma srbsko.
|  |

| Demografija | Demografija     | Demografija     |
| Leto        | Št. prebivalcev | Št. prebivalcev |
| ----------- | --------------- | --------------- |
|             |                 |                 |
|             |                 |                 |
|             |                 |                 |
|             |                 |                 |
| 1948        | 509             |                 |
| 1953        | 543             |                 |
| 1961        | 567             |                 |
| 1971        | 600             |                 |
| 1981        | 654             |                 |
| 1991        | 790             | 754             |
| 2002        | 816             | 750             |
|             |                 |                 |

| Etnična sestava po popisu iz leta 2002 | Etnična sestava po popisu iz leta 2002 | Etnična sestava po popisu iz leta 2002 | Etnična sestava po popisu iz leta 2002 | Etnična sestava po popisu iz leta 2002 |
| -------------------------------------- | -------------------------------------- | -------------------------------------- | -------------------------------------- | -------------------------------------- |
| Srbi                                   | Srbi                                   |                                        | 741                                    | 98,8%                                  |
| Bolgari                                | Bolgari                                |                                        | 4                                      | 0,53%                                  |
| Hrvati                                 | Hrvati                                 |                                        | 1                                      | 0,13%                                  |
| Ukrajinci                              | Ukrajinci                              |                                        | 1                                      | 0,13%                                  |
| Madžari                                | Madžari                                |                                        | 1                                      | 0,13%                                  |
| Jugoslovani                            | Jugoslovani                            |                                        | 1                                      | 0,13%                                  |
| Neznano                                | Neznano                                |                                        | 1                                      | 0,13%                                  |